# Golpe de Estado na Gâmbia em 1994

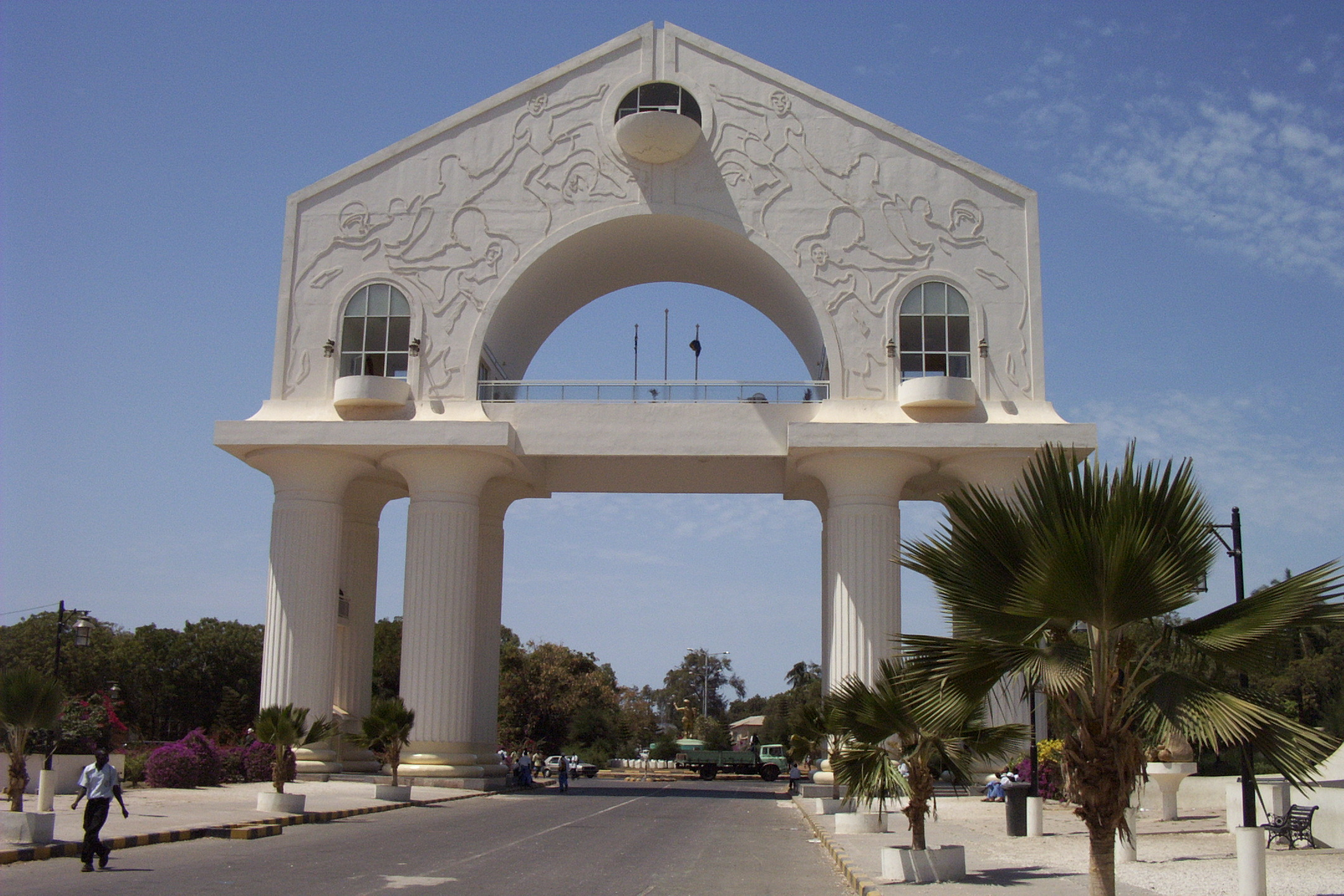
Arco 22, construído em Banjul durante o regime de Jammeh para comemorar o golpe de Estado.

O golpe de Estado na Gâmbia em 22 de julho de 1994, também conhecido pelo regime de Jammeh como Revolução de 22 de Julho, depôs o governo de Dawda Jawara. O golpe de Estado foi liderado pelo Tenente Yahya Jammeh, que possuía apenas vinte e nove anos. Esta interrupção constitucional inaugurou vinte anos e meio de autoritarismo militar que terminou somente com a derrota eleitoral de Jammeh e sua expulsão após uma intervenção por parte da Comunidade Econômica dos Estados da África Ocidental (CEDEAO) em 2017.

## Antecedentes
Dawda Jawara, que governava o país desde a independência em 1965 e era presidente desde a conversão do país em República em 1970, foi reeleito democraticamente em 1992, com um mandato destinado a terminar em 1997. O governo de Jawara havia deixado a Gâmbia como um dos países mais pobres do mundo, onde o analfabetismo chegava a 70% e a renda per capita chegava somente a $ 300 por ano.
Em 1981, o Senegal (que rodeava quase completamente o território gambiano e considerava uma ameaça à sua integridade qualquer instabilidade no enclave), havia intervindo no país e reprimido uma tentativa de golpe contra Jawara por um grupo marxista. Depois disso, Jawara organizou uma integração regional e formou a Confederação da Senegâmbia. No entanto, em 1989, após a recusa de Jawara de realizar uma união monetária, a confederação se dissolveu, provocando um resfriamento na relação entre os dois países, sendo este o motivo provável pelo qual o Senegal não interveio na Gâmbia durante o golpe.

## Desenvolvimento
Em 22 de julho, o grupo golpista tomou o controle de vários pontos importantes da capital, Banjul, sem encontrar praticamente nenhuma resistência. Jawara partiu para o exílio no Senegal, no mesmo dia, sem tentar defender o seu mandato. O grupo golpista autoidentificou-se como Conselho de Governo Provisório das Forças Armadas (CGPFA), e designou Jammeh, com vinte e nove anos de idade, como chefe de Estado interino. Depois de chegar ao poder, o Conselho de Governo Provisório suspendeu a Constituição, cerrou as fronteiras, e implementou um toque de recolher. Embora o novo governo de Jammeh justificasse o golpe ao desacreditar a corrupção e a falta de democracia sob regime de Jawara, a verdade era que o pessoal do exército também estava insatisfeito com seus salários, condições de vida e perspectivas de ascensão.

## Consequências
A nível local, o golpe foi recebido com o apoio dos setores mais pobres da população, que comemoraram o mesmo. No entanto, tanto a população alfabetizada do país como os principais parceiros econômicos da Gâmbia, os Estados Unidos e a União Europeia, ficaram alarmados, e iniciaram uma pressão para o rápido retorno ao governo civil. Jammeh inicialmente prometeu que o Conselho Militar seria composto por soldados e declarou que todos regressariam "aos seus quartéis" uma vez que a situação estivesse acalmada, declaração que foi recebida com ceticismo.
Ostentando o poder de facto, Jammeh decretou a revogação da Constituição de 1970 e proibiu toda atividade política no país. Dois anos após o golpe, foi promulgada uma nova Constituição, e em 1996, após uma contestada eleição, se retornou a um governo civil conduzido por Jammeh, com várias restrições à oposição.